# 太初曆
太初曆是中國歷史上現存第一部完整統一，而且有明確文字記載的曆法，在天文學發展歷史上具有劃時代意義。在汉武帝太初元年（前104年），由邓平、唐都、落下闳及司馬遷等根据对天象实测和长期天文纪录所制订。汉成帝末年，由刘歆重新编订，改称三統曆。從漢武帝太初元年夏五月（前104年）至後漢章帝元和二年二月甲寅（85年），太初曆共實行了188年。
其法规定一回归年为{\displaystyle 365{\begin{matrix}{\frac {385}{1539}}\end{matrix}}}日，一朔望月为{\displaystyle 29{\begin{matrix}{\frac {43}{81}}\end{matrix}}}日，所以又称八十一分律曆。以夏曆的正月为岁首。太初曆第一次編二十四节气入历法，以没有中气的月份为闰月。它亦首次记录了五大行星运行的周期。

## 起源
漢朝初年沿用秦朝的曆法顓頊曆，以農曆的十月為一年之始，因曆法與天象運行正朔失合，司馬遷在公元前104年（漢武帝元封七年）之前（或两年），與太中大夫公孫卿、壺遂等上書，「言曆紀壞廢，宜改正朔」，武帝徵求了御史大夫倪寬的意見之後，詔令司馬遷等「議造漢曆」。於是，一場專家和人民合作改革曆法的行動開始展開。其中，鄧平、落下閎所造的八十一分法，尤爲精密。在司馬遷的推薦下，漢武帝識金明裁，「乃詔遷用鄧平所造八十一分律曆，罷尤疏遠者十七家」。並將元封七年改爲太初元年，以紀念《太初曆》的創建。

## 內容
《太初曆》是中國歷史上第一部完整統一且有明確文字記載的曆法，在天文學發展史上具有劃時代的意義。該曆法測算出一朔望月等於29又81分之43日，故又稱爲“81分律曆”。《太初曆》以冬至所在之月爲11月，以正月爲歲首，平年12個月，閏年13個月，月大30日，月小29日，並首次將24節氣訂入該曆法，與春種、秋收、夏忙、冬閑的農業節奏合拍。落下閎在《太初曆》的制訂中有許多科學的創意和發明，如改秦曆以10月爲歲首的錯誤，確定以正月初一爲一年之始，12月底爲歲末，從此，《太初曆》與周而複始的四季顺序緊密吻合並相沿至今。
落下閎在預見《太初曆》不足之處曾指出：“日後八百歲，此曆差一日，當有聖人定之。”（实际上仅一百余年即误差一日） 他還測知135個月爲一個交食周期，每一交食周期内將發生日食23次。同時，他對太陽系諸行星的會合周期的測算也相當准確，如水星爲115.87日，僅比現代的測值115.88日小0.01日。落下閎是用“連分數”的數學原理（「通其率」）計算《太初曆》的數據的，直到1579年，歐洲人彭柏里才提出這個原理，但已晚於落下閎1600多年。
《太初曆》的制訂是中國歷史上具有重要性的一次曆法大改革，是中國文明在世界天文學上的不朽貢獻。英國學者李約瑟在《中國科學技術史》一書中盛讚落下閎是世界天文學領域一顆“燦爛的星座”。

## 影響
《太初曆》的科學成就，首先在於曆法計算上的精密準確。中國漢初以前，主要採用「古六曆」（黃帝、顓頊、夏、殷、周、魯）中的《顓頊曆》。這個古曆，計算一年爲三百六十五又四分之一日，一月是二十九天又九百四十分之四百九十九。由於這種古曆計算不夠精密，常出現月初是無月光的朔日，但實際天空中卻有圓滿的月光；月中是有月光的望滿之日，夜晚卻並沒有月亮。爲了改變這種不對照的現象， 司馬遷主持制訂《太初曆》時，重新進行了反複地周密地運算和實踐驗證。
《太初曆》的科學成就，又在於適應農時的需要。自古以來，中國以農立國。曆書，是否與農時相適應，關係至關重要。《顓頊曆》，是以孟冬（今農曆十月）爲歲首與農時季節不相適應。司馬遷主持制訂《太初曆》時，將有違農時的地方加以改革，《太初曆》把過去的十月爲歲首改爲以正月爲歲首；又在沿用十九年七閏法的同時，把閏月規定在一年二十四節氣中間無中氣的月份，使曆書與季節月份比較適應。這樣春生夏長，秋收冬藏，四季順昌了。二十四節氣的日期，也與農時照應。
《太初曆》的科學成就，還在於第一次計算了日月蝕發生的周期和精確計算了行星會合的周期。說明日月蝕發生的周期和人們看到的時間地點。這在科學還不發達的西漢，司馬遷等人能夠推測計算，是很可貴的。司馬遷在《天官書》中記載了眾多的行星的位置和會合的周期，對中國天文學的發展作出了不可估量的貢獻。

## 註解
1. ↑  《漢書·律曆志》在這方面作了細致的描寫：「閎運算轉曆，其法以律起曆，日律容一龠，積八十一寸，則一日三分也，與長相終，律長九寸，百七十一分而終複，三複而得甲子。夫律陰陽九六爻象所從出也，故黃鍾紀元氣之謂律。律，法也，莫不取法焉。與鄧平所治同。於是皆觀新星度日月行，更以推算如閎、平法。法一月之日二十九，八十一分日之四十三。」「《太初曆》晦朔弦望，皆最密，日月如合璧，五星如連珠。」
2. ↑  《史記·天官書》：「日月薄蝕，行南北有時，此其大度也。」「春秋二百四十二年之間，日蝕三十六，慧星三見，宋襄公時星隕如雨。」
3. ↑  《史記·天官書》：「月食始日，五月者六，六月者五，五月複六，六月者一，而五月者五，凡百一十三則複始。故月蝕，常也；日蝕，爲不藏也。甲、乙，四海之外，日月不佔。丙、丁、江、淮、海岱也。戊、已，中州、河、濟也。庚、辛，華山以西。壬、癸，恆山以北」
4. ↑   註:

## 延伸阅读
```
[
在维基数据
编
辑
]
```

 《漢書/卷020》，出自班固《漢書》